# Tan Xue

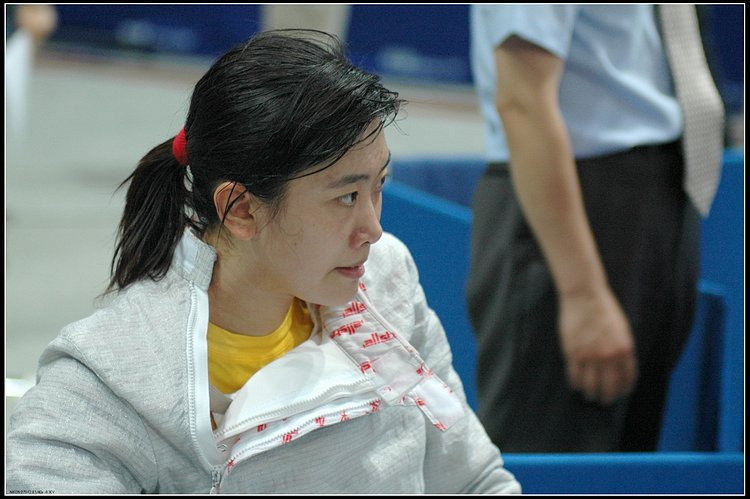
Tan Xue, 2007

Tan Xue (chinesisch 谭雪, Pinyin Tán Xuě; * 30. Januar 1984 in Tianjin) ist eine chinesische Säbelfechterin. 2002 wurde sie Fechtweltmeisterin, 2004 gewann sie die Silbermedaille bei den Olympischen Sommerspielen 2004 in Athen.

## Karriere
Bei der Weltmeisterschaft 2002 in Lissabon gewann Tan Xue im Säbel-Einzel die Goldmedaille. Ein Jahr später, bei der Weltmeisterschaft 2003 in Havanna, wurde sie sowohl im Einzel als auch mit der Säbel-Mannschaft Zweite. Im Säbel-Einzel bei den Olympischen Sommerspielen 2004 in Athen gewann Tan Xue die Silbermedaille. Mit der Mannschaft wurde sie in der Folge bei der Weltmeisterschaft 2005 in Leipzig Sechste und bei der Weltmeisterschaft 2006 in Turin Siebte. In St. Petersburg, wo die Weltmeisterschaft 2007 veranstaltet wurde, wurde Tan Xue im Säbel-Einzel Zweite. Mit der Mannschaft erreichte sie den fünften Platz. 2008 wurde Tan Xue in Bangkok Asienmeisterin.
Sie war Mitglied der chinesischen Mannschaft für die Olympischen Sommerspiele 2008 in Peking und trat sowohl im Säbel-Einzel als auch mit der Säbel-Mannschaft an. Im Einzel besiegte Tan Xue in der Runde der letzten 32 die Deutsche Alexandra Bujdosó mit 15:6 und konnte auch die nächste Runde überstehen. Im Viertelfinale unterlag sie dann aber der Russin Sofja Welikaja mit 9:15. Mit der Mannschaft gewann sie Silber, sie unterlagen der Ukraine im Finale so knapp wie möglich mit 44:45, wobei Olha Charlan allein 22 Punkte gegen die chinesische Mannschaft erzielte.
2010 gewann sie erneut die Asienmeisterschaft in Seoul.